# Kasteel van Abbadie
Het Kasteel van Abbadie (Frans: Château d'Abbadie) is een Frans kasteel in Hendaye, in het departement Pyrénées-Atlantiques. Het is gebouwd tussen 1860 en 1870, naar een ontwerp van Viollet-le-Duc. Het buitenontwerp is geïnspireerd op de middeleeuwen en kijkt uit over de oceaan.
De eigenaar van het kasteel, Antoine d'Abbadie, een wereldreiziger en burgemeester van Hendaye, liet ook een observatorium installeren in zijn kasteel, zodat een team wetenschappers een sterrenkaart kon maken. Aangezien d'Abbadie een grote fascinatie voor het Oosten had, doen de meubelen en het interieur dan ook aan het Oosten denken.
Tegenwoordig zijn het kasteel en de bijbehorende gronden van ongeveer 250 ha eigendom van de Académie des Sciences.